# Gran Premi de la Xina del 2007
El Gran Premi de la Xina del 2007 va ser la setzena carrera de la temporada 2007. Es va disputar el 7 d'octubre al circuit de Xangai.

## Resultats
| Pos | No | Pilot                | Equip                | Voltes | Temps/ Retirada | Pos. de sortida | Punts |
| --- | -- | -------------------- | -------------------- | ------ | --------------- | --------------- | ----- |
| 1   | 6  | Kimi Räikkönen       | Ferrari              | 56     | 1: 37: 58. 395  | 2               | 10    |
| 2   | 1  | Fernando Alonso      | McLaren - Mercedes   | 56     | + 9.8 s         | 4               | 8     |
| 3   | 5  | Felipe Massa         | Ferrari              | 56     | + 12.8 s        | 3               | 6     |
| 4   | 19 | Sebastian Vettel     | Toro Rosso - Ferrari | 56     | + 53.5 s        | 17              | 5     |
| 5   | 7  | Jenson Button        | Honda                | 56     | + 68.6 s        | 10              | 4     |
| 6   | 18 | Vitantonio Liuzzi    | Toro Rosso - Ferrari | 56     | + 73.6 s        | 11              | 3     |
| 7   | 9  | Nick Heidfeld        | BMW Sauber           | 56     | + 74.2 s        | 8               | 2     |
| 8   | 14 | David Coulthard      | Red Bull - Renault   | 56     | + 80.7 s        | 5               | 1     |
| 9   | 4  | Heikki Kovalainen    | Renault              | 56     | + 81.1 s        | 13              |       |
| 10  | 15 | Mark Webber          | Red Bull - Renault   | 56     | + 84.6 s        | 7               |       |
| 11  | 3  | Giancarlo Fisichella | Renault              | 56     | + 86.6 s        | 18              |       |
| 12  | 17 | Alexander Wurz       | Williams - Toyota    | 55     | + 1 Volta       | 19              |       |
| 13  | 12 | Jarno Trulli         | Toyota               | 55     | + 1 Volta       | 12              |       |
| 14  | 22 | Takuma Sato          | Super Aguri - Honda  | 55     | + 1 Volta       | 20              |       |
| 15  | 8  | Rubens Barrichello   | Honda                | 55     | + 1 Volta       | 16              |       |
| 16  | 16 | Nico Rosberg         | Williams - Toyota    | 54     | + 2 Voltes      | 15              |       |
| 17  | 21 | Sakon Yamamoto       | Spyker - Ferrari     | 53     | + 3 Voltes      | 22              |       |
| Ret | 10 | Robert Kubica        | BMW Sauber           | 33     | Hidràulics      | 9               |       |
| Ret | 2  | Lewis Hamilton       | McLaren - Mercedes   | 30     | San Ganchao     | 1               |       |
| Ret | 11 | Ralf Schumacher      | Toyota               | 25     | Virolla         | 6               |       |
| Ret | 20 | Adrian Sutil         | Spyker - Ferrari     | 24     | Accident        | 21              |       |
| Ret | 23 | Anthony Davidson     | Super Aguri - Honda  | 11     | Frens           | 14              |       |

## Altres
- Pole: Lewis Hamilton 1: 35. 908
- Volta ràpida: Felipe Massa 1: 37. 454 a la volta 56.

| Cursa anterior: Gran Premi del Japó del 2007  | FIA 2007 Campionat del Món | Cursa Següent: Gran Premi de Brasil del 2007 |
| Anterior G.P.: Gran Premi de la Xina del 2006 | Gran Premi de la Xina      | Pròxim G.P.: Gran Premi de la Xina del 2008  |